# 35e cérémonie des National Society of Film Critics Awards
La 35e cérémonie des National Society of Film Critics Awards (NSFC Awards), décernés par la National Society of Film Critics, a eu lieu le 6 janvier 2001, et a récompensé les films réalisés l'année précédente.

## Palmarès

### Meilleur film
- Yi Yi (一一)
  - Chez les heureux du monde (The House of Mirth)
  - Traffic

### Meilleur réalisateur
- Steven Soderbergh pour Erin Brockovich, seule contre tous (Erin Brockovich) et Traffic
  - Ang Lee pour Tigre et Dragon (臥虎藏龍)
  - Edward Yang pour Yi Yi (一一)

### Meilleur acteur
- Javier Bardem pour le rôle de Reinaldo Arenas dans Avant la nuit (Before Night Falls)
  - Tom Hanks pour le rôle de Chuck Noland dans Seul au monde (Cast Away)
  - Mark Ruffalo pour le rôle de Terry Prescott dans Tu peux compter sur moi (You Can Count on Me)

### Meilleure actrice
- Laura Linney pour le rôle de Samantha "Sammy" Prescott dans Tu peux compter sur moi (You Can Count on Me)
  - Gillian Anderson pour le rôle de Lily Bart dans Chez les heureux du monde (The House of Mirth)
  - Ellen Burstyn pour le rôle de Sara Goldfarb dans Requiem for a Dream

### Meilleur acteur dans un second rôle
- Benicio del Toro pour le rôle de Javier Rodriguez dans Traffic
  - Willem Dafoe pour le rôle de Max Schreck dans L'Ombre du vampire (Shadow of the Vampire)
  - Fred Willard pour le rôle de Buck Laughlin dans Bêtes de scène (Best in Show)

### Meilleure actrice dans un second rôle
- Elaine May pour le rôle de May dans Escrocs mais pas trop (Small Time Crooks)
  - Marcia Gay Harden pour le rôle de Lee Krasner dans Pollock
  - Frances McDormand pour le rôle d'Elaine Miller dans Presque célèbre (Almost Famous) et pour le rôle de Sara Gaskell dans Wonder Boys

### Meilleur scénario
- Tu peux compter sur moi (You Can Count on Me) – Kenneth Lonergan
  - Traffic – Stephen Gaghan
  - Wonder Boys – Steve Kloves

### Meilleure photographie
- Beau Travail – Agnès Godard
  - Tigre et Dragon (臥虎藏龍) – Peter Pau
  - Traffic – Steven Soderbergh

### Meilleur film en langue étrangère
Non décerné, puisque le meilleur film est un film étranger ( Taïwan)

### Meilleur film documentaire
- The Life and Times of Hank Greenberg
  - Dark Days
  - The Original Kings of Comedy

### Meilleur film expérimental
- The Heart of the World

### Film Heritage
- La National Film Preservation Foundation pour Treasures from American Film Archives, une anthologie de quatre DVD de cinquante films pour la préservation et la promotion des films d'importance culturelle et historique, en particulier les films non-hollywoodiens.

### Special Citation
- Michelangelo Antonioni